# Вербальная нота

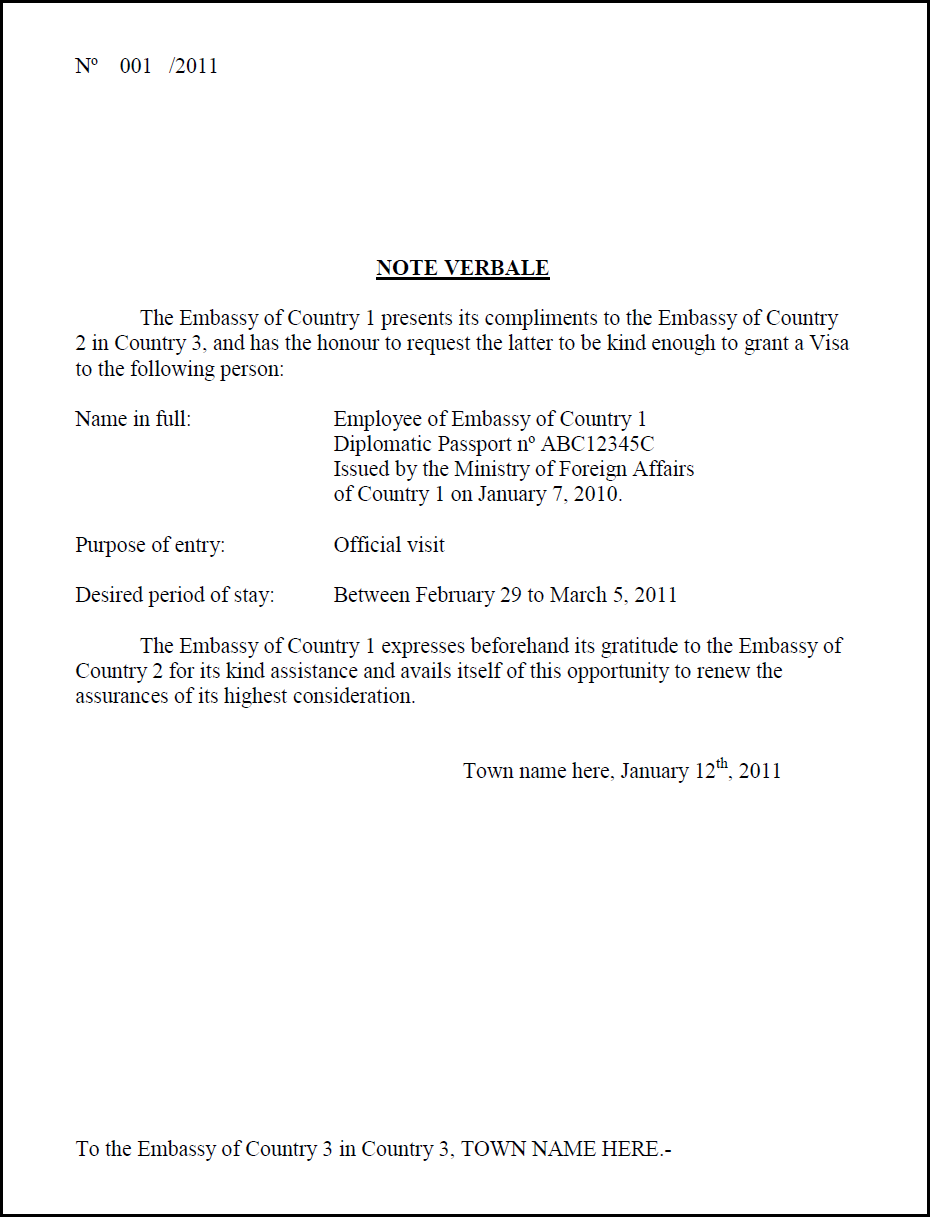
Пример вербальной ноты

Верба́льная но́та (лат. verbalis «словесный» + notas «записка, письмо») — в дипломатическом обиходе означает документ, который должен быть принят во внимание. Является основным документом, с помощью которого посольство и министерство иностранных дел страны нахождения посольства ведут дипломатическую переписку.

## Назначение
Вербальные ноты, являясь наиболее распространённым документом дипломатической переписки, применяются для решения широкого круга вопросов. Например, предназначены для изложения позиций по политическим, экономическим, научно-техническим и другим проблемам как двустороннего, так и многостороннего характера. Они используются для запроса виз, сообщений о происшествиях с участием сотрудников посольств, доведения информации представительского характера, например, организации поездок дипломатического корпуса по стране, о приглашении дипломатов на различные мероприятия и т. д.

## Структура документа
Вербальная нота начинается с полных наименований её отправителя и получателя. Например, «Министерство иностранных дел Российской Федерации свидетельствует своё уважение Посольству Республики … и имеет честь сообщить…». Если составляемый документ является ответом на ранее полученную ноту, начало несколько меняется, получая примерно следующую редакцию: «Министерство иностранных дел Российской Федерации свидетельствует своё уважение Посольству Франции и в связи с нотой Посольства №… от (число, месяц, год) имеет честь сообщить следующее…».
В содержательной части ноты излагается суть затрагиваемого вопроса.
Завершается текст так называемым заключительным комплиментом, в котором используется краткое название отправителя. Например, «Министерство пользуется случаем, чтобы возобновить Посольству уверения в своём самом высоком уважении». Если нота касается печальных событий, подобных выражению соболезнования, слова «пользуется случаем» опускаются, и заключительная фраза приобретает следующую редакцию: «Министерство возобновляет Посольству уверения в своём весьма высоком уважении».

## Оформление документа
Вербальные ноты всегда оформляются на гербовой бумаге высшего качества. Она снабжается исходящим номером, шифром и датой отправления. Например, № 14/1 ДЕ или 27/ДГП.
Текст вербальных нот составляется в третьем лице. В нём считается недопустимым применение резких выражений, риторических оборотов речи, восклицательных знаков и сокращений в виде «и т. д. и т. п.».
В настоящее время, как правило, ноты не визируются главой дипломатического представительства. Вместо этого, в конце текста нота скрепляется гербовой печатью.